# Localization Industry Standards Association
Die Localization Industry Standards Association (LISA) war in den Jahren 1990 bis 2011 eine in der Schweiz beheimatete Vereinigung von Firmen, die sich mit der Lokalisierung von Software und den dazugehörenden Materialien in verschiedene Benutzersprachen befasste. Unter ihren Mitgliedern waren viele der größeren IT-Firmen wie z. B. Adobe, Cisco, Hewlett-Packard, IBM, McAfee, Nokia, Novell und Xerox.
Eine der wichtigsten Aufgaben war die Vertretung ihrer Mitglieder in der Internationalen Organisation für Normung (ISO).
Der von LISA entwickelte TBX-Standard wurde im Jahr 2007 bei ISO eingereicht und wurde als ISO 30042 verabschiedet.
LISA war auch im World Wide Web Consortium vertreten.
Einige der LISA-Standards werden von der OASIS-basierten Initiative OAXAL verwendet.
LISA beendete seine Aktivitäten am 28. Februar 2011 und ihre Webseite war bereits kurz darauf nicht mehr abrufbar.
Als Folge der Auflösung von LISA startete das Europäische Institut für Telekommunikationsnormen eine Arbeitsgruppe für Software-Lokalisierung mit folgenden fünf Schwerpunkten:
- TermBase eXchange (TBX) / ISO 30042:2008[10]
- Translation Memory eXchange (TMX), in Zusammenarbeit mit der Globalization and Localization Association (GALA)[11]
- Segmentation Rules eXchange (SRX) / ISO/CD 24621[12]
- Global information management Metrics eXchange – Volume (GMX-V);
- XML Text Memory (xml:tm), in Zusammenarbeit mit XTM International.[13]